# Moberly (Missouri)
Moberly ist eine Stadt innerhalb des Randolph County im Westen des US-Bundesstaates Missouri und liegt im Einzugsgebiet von Columbia. Das U.S. Census Bureau hat bei der Volkszählung 2020 eine Einwohnerzahl von 13.783 ermittelt.

## Geschichte
Die Stadt Moberly wurde am 27. September 1866 aus einer Eisenbahnauktion geboren. Das County gründete Moberly 1868 als Gemeinde. Sie ist benannt nach Colonel William E. Moberly, dem ersten Präsidenten der Chariton and Randolph County Railroads. Moberly war einst der nördliche Endpunkt der Missouri-Kansas-Texas Railroad, die zwischen Moberly und Boonville verlief. Ein Großteil dieser Strecke ist auf Satellitenbildern noch einigermaßen sichtbar.

## Demografie
Nach einer Schätzung von 2019 leben in Moberly 13.615 Menschen. Die Bevölkerung teilt sich im selben Jahr auf in 84,4 % Weiße, 10,1 % Afroamerikaner, 0,9 % amerikanische Ureinwohner, 1,1 % Asiaten und 2,9 % mit zwei oder mehr Ethnizitäten. Hispanics oder Latinos aller Ethnien machten 2,6 % der Bevölkerung aus. Das mittlere Haushaltseinkommen lag bei 37.021 US-Dollar und die Armutsquote bei 21,2 %.
| Jahr | Einwohner¹ |
| ---- | ---------- |
| 1950 | 13.115     |
| 1960 | 13.170     |
| 1970 | 12.988     |
| 1980 | 13.418     |
| 1990 | 12.839     |
| 2000 | 11.945     |
| 2010 | 13.974     |
| 2020 | 13.783     |

¹ 1950 – 2020: Volkszählungsergebnisse

## Söhne und Töchter der Stadt
- William Walden Rubey (1898–1974), Geologe
- Albert M. Cole (1901–1994), Politiker
- M. Collier Ross (1927–2003), General
- Dennis L. McKiernan (* 1932), Autor
- John Bailey (1942–2023), Kameramann
- Brent Briscoe (1961–2017), Schauspieler
- Brad Hunt (* 1964), Schauspieler